# تپه هارازان
تپه هارازان مربوط به دوران پیش از تاریخ ایران باستان - دوره اشکانیان است و در شهرستان هشترود، بخش مرکزی، روستای علی‌آباد واقع شده و این اثر در تاریخ ۱۱ مرداد ۱۳۸۴ با شمارهٔ ثبت ۱۲۶۳۱ به‌عنوان یکی از آثار ملی ایران به ثبت رسیده است.